# 僕はこの瞳で嘘をつく
「僕はこの瞳で嘘をつく」（ぼくはこのめでうそをつく）は、CHAGE&ASKA（現：CHAGE and ASKA）の楽曲。自身の28作目のシングルとして、ポニーキャニオンから1991年11月21日に発売された。

## 背景・リリース
1991年10月10日に発売されたアルバム『TREE』の1曲目に収録されている楽曲をリカットして発売され、前作「SAY YES」から約4か月ぶりとなるシングルである。
また、『TREE』の収録曲にASKAのソロ楽曲「はじまりはいつも雨」のミュージック・ビデオを加えた映像作品『TREE』も同時発売された。

## 受賞歴・チャート成績
| 年     | 音楽賞         | 結果 | 出典  |
| ------ | -------------- | ---- | ----- |
| 1993年 | 第11回JASRAC賞 | 銀賞 | [ 4 ] |

リカットシングルではあるが「SAY YES」から引き続き、オリコン週間ランキングで初登場1位を獲得した。オリコンによる累計売上枚数は81.1万枚を記録している。

## 収録曲

### 一覧
| #         | タイトル                                          | 作詞      | 作曲      | 編曲      | 時間  |
| --------- | ------------------------------------------------- | --------- | --------- | --------- | ----- |
| 1.        | 「僕はこの瞳で嘘をつく」                          | 飛鳥涼    | 飛鳥涼    | 十川知司  | 5:23  |
| 2.        | 「TREE Digest」                                   |           |           |           | 8:57  |
| 3.        | 「僕はこの瞳で嘘をつく （オリジナル・カラオケ）」 |           | 飛鳥涼    | 十川知司  | 5:21  |
| 合計時間: | 合計時間:                                         | 合計時間: | 合計時間: | 合計時間: | 19:41 |

### 楽曲解説
1. 僕はこの瞳で嘘をつく
CHAGE（現：Chage）とASKA出演のパナソニックオーディオ「HALFコンポ」CMソング。
歌詞に関してASKAは「男のズルさが見えてくる曲だが、ズルさより相手にダメージを与えないという気持ちのほうが強く、あえて男の優しさを表現した曲」と表現している[1][6]。
ライブで披露の際はASKAが高い場所から片手倒立をして、ステージに着地するパフォーマンスを行っていた[1]。
2004年4月7日に発売された企画シングル盤『SEAMLESS SINGLES』にも収録されている。
2. TREE Digest
アルバム『TREE』に収録されている楽曲のメドレー。楽曲は以下の通り。
SAY YES→僕はこの瞳で嘘をつく→BAD NEWS GOOD NEWS→CATCH & RELEASE→夜のうちに→CAT WALK→誰かさん 〜CLOSE YOUR EYES〜→明け方の君→クルミを割れた日→MOZART VIRUS DAY→Tomorrow→BIG TREE→SAY YES
この音源は本作のみに収録。
3. 僕はこの瞳で嘘をつく （オリジナル・カラオケ）

## 収録アルバム
国内盤
- TREE (#1)
- SUPER BEST II (#1)
- SUPER BEST BOX SINGLE HISTORY 1979-1994 AND Snow Mail (#1)
- CHAGE&ASKA VERY BEST ROLL OVER 20TH (#1)

海外盤
- 倆心知〜原創紀念歌集 (#1)
- GREATEST HITS (#1)
- THE BEST (#1)
- Asian Communications Best (#1)